# Leptotarsus chionoides
Leptotarsus chionoides är en tvåvingeart som först beskrevs av Alexander 1917.  Leptotarsus chionoides ingår i släktet Leptotarsus och familjen storharkrankar. Inga underarter finns listade i Catalogue of Life.